# A-35-ABM-System
Das A-35-ABM-System war ein Raketenabwehrsystem der Sowjetarmee.
Das System wurde 1971 in Betrieb genommen und war die einzige sowjetische Waffe zur Abwehr von Raketen, die unter dem ABM-Vertrag von 1972 erlaubt war. Es diente dem Schutz der Hauptstadt Moskau und bestand aus vier Raketenstellungen mit je 16 A-350/5W61-Abwehrraketen mit Nukleargefechtsköpfen.
Nachfolgesystem war das A-135-ABM-System. Das amerikanische Gegenstück gemäß dem ABM-Vertrag war das Safeguard-System.